# Black Sunday
"Black Sunday" foi o primeiro single tirado do álbum This Is Pop Music, do cantor norueguês Espen Lind, lançado em 2000. 

## Lançamento
A canção estreou no #4 da parada norueguesa, permanecendo por 6 semanas no Top 20. Posteriormente, em 2001, o single e o álbum também foram lançados na Europa, Ásia e América Latina. 
O CD-Maxi contém 3 versões diferentes da música, incluindo um remix.

## CD Single
- Promocional

1. "Black Sunday"

- Argentina

1. "Black Sunday"
2. "Black Sunday" (videoclipe CD-ROM)

- Europa

1. "Black Sunday" (radio edit)
2. "Black Sunday" (the fruitmunch version)
3. "Black Sunday" (instrumental)

Algumas versões não incluem a faixa 3.

## Ligações Externas
- Black Sunday no UOL música